# Dacetinops darlingtoni
Dacetinops darlingtoni är en myra som beskrevs 1985 av Robert W. Taylor. Arten ingår i släktet Dacetinops och familjen myror. Arten är funnen i Papuasien och inga underarter finns listade i Catalogue of Life. Myran har fått sitt namn för att hedra Philip Jackson Darlington Jr. (1904-1983).

## Bildgalleri

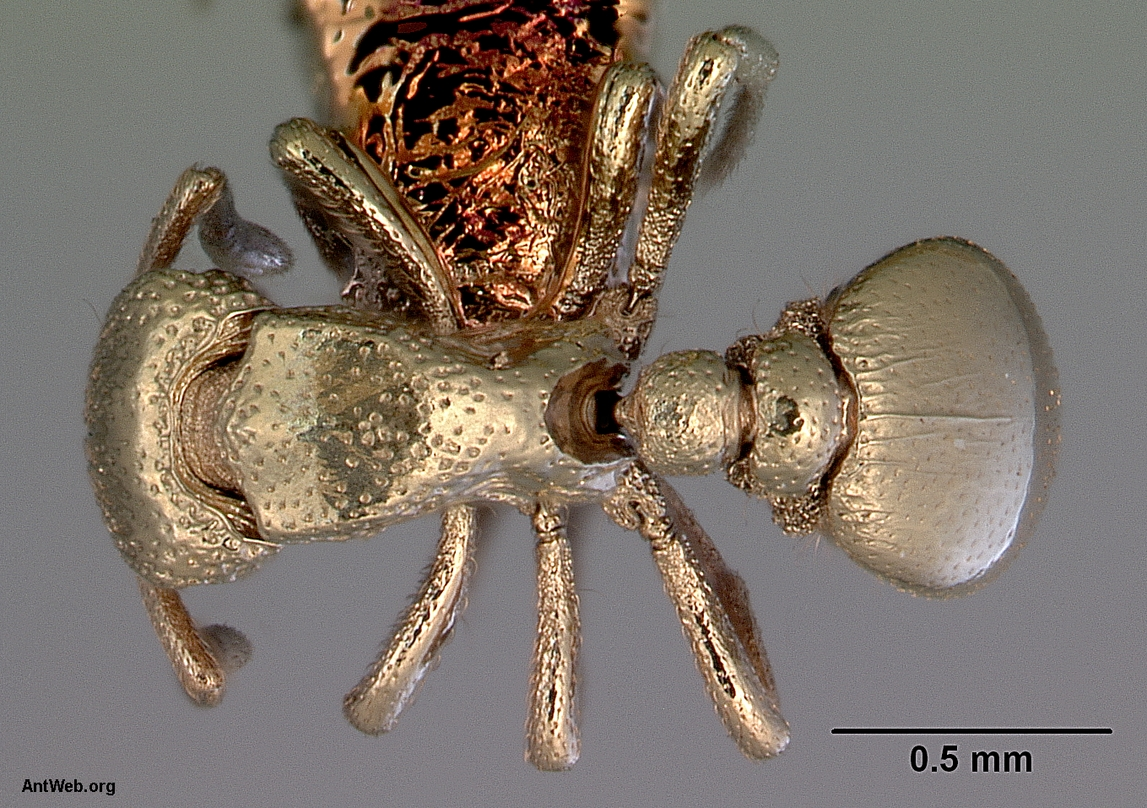
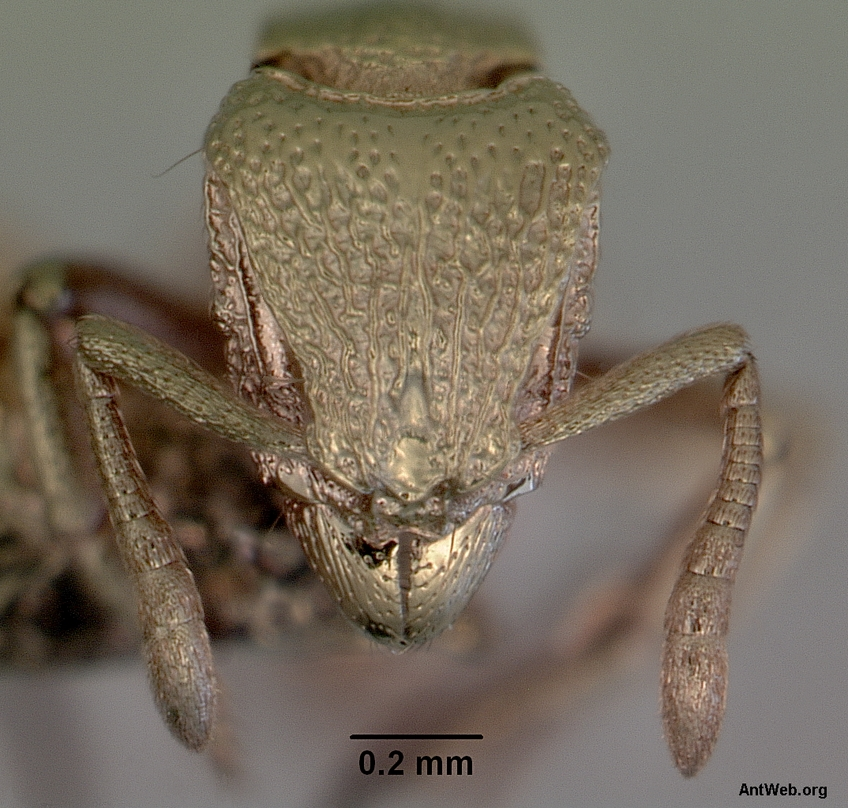